# تبخير تحت التفريغ

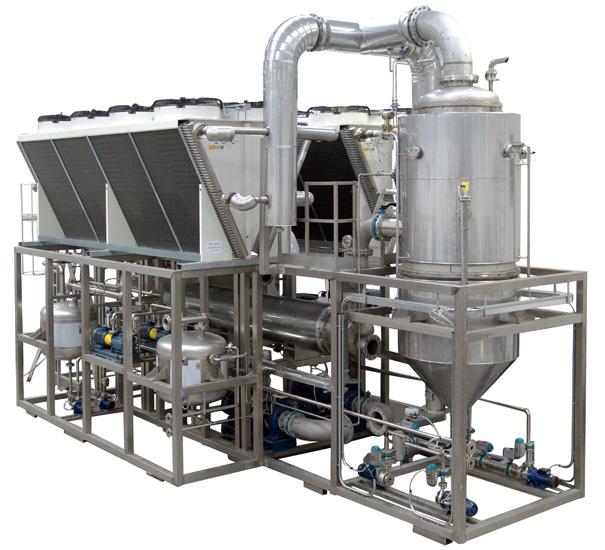

التبخير تحت التفريغ هو العملية التي تتسبب في انخفاض الضغط في حاوية مملوءة بالسوائل تحت ضغط بخار السائل، مما يؤدي إلى تبخير السائل عند درجة حرارة أقل من المعتاد. على الرغم من أن العملية يمكن تطبيقها على أي نوع من السوائل في أي ضغط بخار، لكنة يستخدم عادة لوصف غليان الماء عن طريق خفض الضغط الداخلي للحاوية تحت الضغط الجوي القياسي والتسبب في غلي الماء عند درجة حرارة الغرفة
تتكون عملية معالجة التبخر بالشفط من تقليل الضغط الداخلي لغرفة التبخر تحت الضغط الجوي. هذا يقلل من نقطة غليان السائل ليتم تبخيره، وبالتالي تقليل أو القضاء على الحاجة للحرارة في كل من عمليات الغليان والتكثيف. بالإضافة إلى ذلك، هناك مزايا تقنية أخرى مثل القدرة على تقطير السوائل الأخرى بنقاط غليان عالية وتجنب تحلل المواد الحساسة لدرجة الحرارة، إلخ.

## الطعام
عندما يتم تطبيق العملية على الطعام ويتم تبخر الماء وإزالته، يمكن تخزين الطعام لفترات طويلة دون ان يفسد. كما يستخدم أيضًا عند غليان مادة في درجات الحرارة العادية من شأنه أن يغيّر كيميائيًا اتساق المنتج، مثل تجلط بياض البيض عند محاولة تجفيف الزلال إلى مسحوق.
تم اختراع هذه العملية من قبل هنري نسلي في عام 1866، من شهرة الشوكولاتة من نستلة، على الرغم من أن الهزازين [الإنجليزية] كانوا يستخدمون بالفعل وعاء تفريغ في وقت مبكر من ذلك (انظر الحليب المكثف).
تستخدم هذه العملية صناعياً لصنع منتجات غذائية مثل الحليب المتبخر لشوكولاتة الحليب، ومعجون الطماطم للكاتشب.
في صناعة السكر يستخدم التبخير تحت التفريغ في بلورة حلول السكروز. تقليديا، تم تنفيذ هذه العملية في وضع دفعي، ولكن في الوقت الحاضر تتوفر مقالي الفراغ المستمرة.